# Podpaží

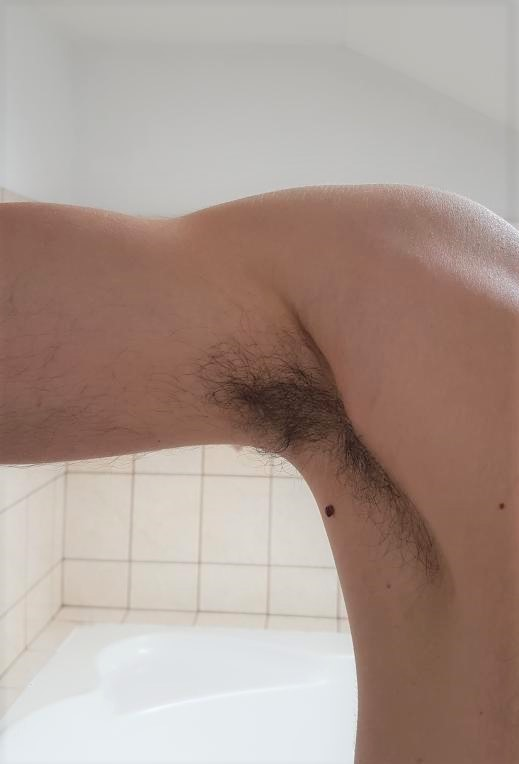
Mužské podpaží

Podpaží (axilla), též jáma podpažní (fossa axillaris), je trojboká prohlubeň sevřená mezi pletencem horní končetiny a hrudníkem. Vrcholem je ramenní kloub, další stěny tvoří klíční kost, lopatka (s příslušnými svaly) a boční stěna hrudníku. Samotná jáma je tvořena dvěma záhyby: přední záhyb je tvořen velkým prsním svalem (musculus pectoralis major), zadní záhyb je převážně tvořen výběžkem širokého zádového svalu (musculus latissimus dorsi).
V podpaží se nachází mimo jiné asi 40 mízních uzlin (nodi lymphatici axillares), zčásti na axilární fascii a částečně v hlubokém podkoží. Svádí se do nich veškerá míza z horní končetiny. Dělí se na několik podskupin a všechny se splavují do podklíčkového mízního kmene (truncus subclavius). U některých osob jsou mízní uzliny v podpaží hmatatelné. Do podpaží dále u žen směřuje laterální výběžek prsní žlázy a směřují tam i lymfatické cévy z prsní oblasti – proto je důležité při samovyšetření prsů prohmatat i podpažní oblast.
Kůže v podpaží je velmi tenká a mimo apokrinních potních žláz obsahuje zpravidla i množství chlupů.